# Sherard Osborn

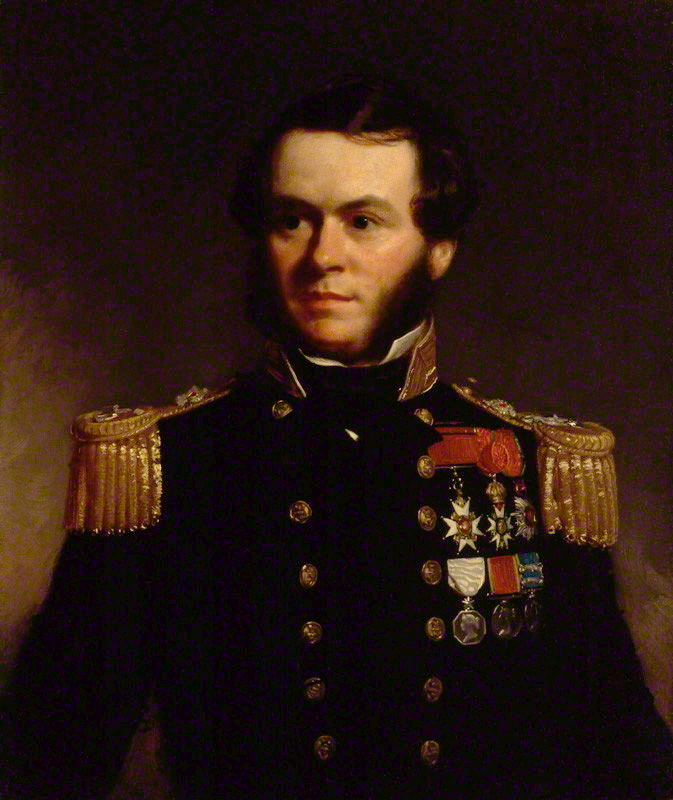
Sherard Osborn, 1847.

Sherard Osborn, född den 25 april 1822 i Madras, Indien, död den 6 maj 1875 i London, var en engelsk sjöofficer och polarforskare.
Osborn förde "Pioneer" såväl på Austins expedition 1850–1851 som på Belchers 1852–1854 och gjorde under den senare jämte Richards en vidsträckt slädfärd i Parryarkipelagen. Osborn deltog i krigsexpeditionerna mot Kina 1840–1843 och 1857, under vilken senare han trängde upp för Jangtse-kiang ända till Hankau, och i Krimkriget 1855. År 1873 blev han konteramiral. Han utgav bland annat Last voyage and fate of sir John Franklin samt andra arbeten rörande arktisk forskning (samlade 1865). 